# Hoplothrips hoerneri
Hoplothrips hoerneri är en insektsart som först beskrevs av Watson 1931.  Hoplothrips hoerneri ingår i släktet Hoplothrips och familjen rörtripsar. Inga underarter finns listade i Catalogue of Life.